# 700 v. Chr.
Portal Geschichte | Portal Biografien | Aktuelle Ereignisse | Jahreskalender | Tagesartikel

◄ |
8. Jahrhundert v. Chr. |
7. Jahrhundert v. Chr. |
6. Jahrhundert v. Chr. |
►

◄ | 720er v. Chr. | 710er v. Chr. | 700er v. Chr. | 690er v. Chr. |
680er v. Chr. |
►

◄◄ | ◄ | 703 v. Chr. | 702 v. Chr. | 701 v. Chr. | 700 v. Chr. |
699 v. Chr. |
698 v. Chr. |
697 v. Chr. |
► |
►►

## Ereignisse

### Politik und Weltgeschehen

#### Vorderasien
- um 700 v. Chr.: Blütezeit des südarabischen Reichs Saba, Bildung eines Großreiches unter dem Herrscher Karib’il Watar I.

#### Mittelmeergebiet
- um 700 v. Chr.: Zerstörung Lefkandis („Alt-Eretria“) im Lelantischen Krieg
- um 700 v. Chr.: Einwanderungswellen von Griechenland nach Anatolien: Mehrere Städte entstehen.
- um 700 v. Chr.: Keltische Stämme wandern nach Britannien ein.
- um 700 v. Chr.: In Griechenland werden geschriebene Gesetze gebräuchlich und treten allmählich an die Stelle richterlicher Willkür; ebenso entstehen Lyrik und Musik. Die Hoplitentaktik kommt auf: Eine geschlossene Phalanx löst die ritterlichen Einzelkämpfer ab.

### Wissenschaft und Kultur
- um 700 v. Chr.: In Assyriens Hauptstadt Ninive wird eine Bibliothek aus Tontafeln errichtet, die aber mit dem Untergang des assyrischen Reiches vernichtet wird.
- um 700 v. Chr.: Erstmalige Umschiffung ganz Afrikas durch phönizische Seefahrer

### Religion
- um 700 v. Chr.: In Persien stiftet Zarathustra den Zoroastrismus (die Datierung ist umstritten).
- um 700 bis 200 v. Chr. in der Spätvedischen Zeit entstehen die Upanishaden